# Zonas vinícolas de Eslovenia
Las principales zonas vinícolas de Eslovenia son tres: Primorska, Podravje y Posavje, que a su vez se dividen en 14 distritos y éstos en pequeñas áreas.

## Las zonas vinícolas
La "zona vinícola" hace referencia a un área geográficamente limitada en la que se cultiva la vid y se produce vino. La extensión del área está condicionada por condiciones geológicas, geográficas, climáticas y de relieve. En la extensión de la zona influye también la tradición vinícola, con sus variedades de vino y procedimientos de producción. La nueva ley del vino eslovena ha determinado nuevos distritos y ha dado nuevos nombres a las zonas vinícolas.
El conocimiento de los distritos es muy importante para etiquetar correctamente el vino: los tipos de vino con calidad superior tienen que ser marcados con el nombre del distrito.

### Zona vinícola de Primorska
La zona vinícola de Primorska es una de las tres zonas vinícolas de Eslovenia. Desde el sur hacia el norte se extiende desde la parte eslovena de Istria, en la frontera con Croacia, el golfo de Trieste, Carso, el valle de Vipava y en el borde con Italia hasta Goriška brda. Toda el área de la zona vinícola de Primorska abarca 7.055 hectáreas y representa casi un tercio de todos los viñedos eslovenos. La zona produce cerca de 40 millones de litros de vino cada año (2/5 de la vendimia total eslovena). Cerca del mar y en el Carso prevalecen los tintos, además de los tipos de vino blanco que podemos encontrar en el valle del Vipava. La zona vinícola de Primorska se divide en cuatro distritos: Goriška brda, valle del Vipava, Carso y la parte eslovena de Istria.
A causa de la preponderante influencia cálida y seca del Mar Adriático, los vinos producidos en esta posición geográfica son más secos, con un volumen de alcohol más alto y de acidez más baja. Los tipos de vino tinto que podemos encontrar en la zona son: barbera, cabernet sauvignon, cabernet franc, refošk, modri pinot, merlot, teran, teranton; los tipos de vino blanco son: beli pinot, sivi pinot, malvazija, rebula, chardonnay, laški rizling, sauvignon, pinela, zeleni sauvignon o sauvignonasse, zelen, klarnica, verduc y pikolit. Las variedades son vipavec, koprčan, kraševec, vrtovčan y vandrijan.

#### Distrito vinícola de Koper
El distrito vinícola de Koper (2400 hectáreas) pertenece a la zona vinícola Primorska,  que abarca 7.055 hectáreas. Se extiende desde la esfera de golfo de Trieste, pasa por Izola, Piran y Sečovlje hasta el borde con Croacia. El distrito vinícola Koper pertenece al clima más caliente en Eslovenia.
En el distrito prevalece el tipo de vino llamado refošk que es tinto y malvazija que es un vino blanco. Aquí podemos encontrar también cabernet sauvignion, merlot, chardonnay y sivi pinot.

#### Distrito vinícola del Carso
El distrito vinícola del Carso es, con un área de 575 hectáreas, el distrito vinícola más pequeño en toda Eslovenia y pertenece a la zona vinícola de Primorska. Su clima es relativamente seco, los fuertes vientos son muy típicos, sobre todo al norte (bora), una influencia muy importante para la vid es la clásica tierra rojiza, llamada terra rosa en italiano. El distrito es conocido por su "kraški teran" (terrano cársico), que produce el tipo de vino llamado "refošk". No todo el campo del distrito es apropiado para producir terrano. Los productores más famosos que lo producen se encuentran en un pueblo de Tomaj.
El distrito vinícola del Carso se divide en dos áreas: Vrhe y Kraška planota. Junto al famoso terrano del distrito también se producen los tipos de vino blanco: malvazija, laški rizling, rebula y chardonnay. En las partes donde la vid de refošk no crece muy bien, crece merlot. Como variedad se produce el "kraševec", los productores de vino también producen vino rosado.

#### Distrito vinícola de Goriška Brda
El distrito vinícola de Goriška brda abarca 1.800 hectáreas y forma parte de la zona vinícola de Primorska. Goriška brda es un distrito que tiene a causa de su composición (tierra arcillosa), una configuración del terreno y un clima favorable (mucho sol e inviernos que casi no conocen la nieve) las condiciones climáticas ideales para producir los mejores vinos blancos y tintos.
Los tipos de vino blanco más conocidos son:  rebula, tokaj, pinot, sivi pinot, chardonnay y sauvignon, los tintos más conocidos son el merlot y el cabernet.

### Distrito vinícola del Valle del Vipava
El distrito vinícola del valle del Vipava abarca 2.100 hectáreas y forma parte de 7.055 hectáreas que abarcadan la zona vinícola de Primorska. El distrito se extiende desde el monte Nanos, la meseta de Trnovska hasta el Carso. El clima tiene influencias del clima mediterráneo y todo el distrito es muy conocido por un viento muy fuerte llamado bora.
En el distrito crece todo tipo de uva. Los blancos más conocidos son: beli pinot, sauvignon, pinela y zelen, los tintos: barbera, merlot y cabernet sauvignon. Variedades de vino en este distrito son "vrtovčan" y "vipavec".

### Zona vinícola de Podravje
La zona vinícola de Podravje es, con sus 9.813 hectáreas, la zona vinícola más grande de Eslovenia. Por su producción de vino está situada al segundo puesto, detrás de la zona vinícola de Primorska. Se divide en siete distritos vinícolas: Maribor, Radgona – Kapela, Ljutomer – Ormož, Haloze, Srednje Slovenske gorice, Prekmurje y Šmarje – Virštanj. En la zona vinícola de Podravje prevalece la producción de vino blanco.

#### Distrito vinícola de Maribor
El distrito vinícola de Maribor (1.830 hectáreas) se sitúa en el oeste de la zona vinícola de Podravje. El distrito se divide en dos partes: Kozjak y Slovenske gorice. Todo el distrito es geográficamente heterogéneo y por eso pueden producir diferentes tipos de vino. En el distrito son conocidas dos variedades de vinos: "ritoznojčan" y "mariborčan" (por dos lugares llamados Ritoznoj y Maribor). En el Lent crece la vid más vieja de todo el mundo, llamada "žametna črnina" (440 años).

#### Distrito vinícola de Radgona-Kapela
El distrito vinícola de Radgona–Kapela (843 hectáreas) es uno de los siete distritos en la zona vinícola de Podravje. El distrito abarca una estrecha zona desde el lado derecho del río Mura hasta el río Ščavnica. Las mejores posiciones del distrito están cerca Kapela, Police, Janževski vrh, Kapelski vrh, Murščak y Hercegovščak.
El distrito es conocido por sus tipos de vino espumoso y también por el "traminec" y el "janževec".

#### Distrito vinícola de Ljutomer-Ormož
El distrito vinícola de Ljutomer-Ormož (1.985 hectáreas) es uno de los siete distritos en la zona vinícola de Podravje. Está considerado uno de los mejores distritos de la zona y tiene una larga tradición. Abarca el área desde la frontera con Croacia, al sur, hasta el río Drava, al norte, hasta la depresión panónica y al oeste hasta Srednje Slovenske gorice y Haloze. Los centros del distrito son Ljutomer y Ormož, los lugares más importantes que tienen las mejores posiciones para producir vino son: Jeruzalem, Slamnjak, Svetinje, Vinski vrh, Temnar y Železne dveri.
En el distrito progresa el mejor "laški" y "renski rizlig", "šipón", sauvignion, chardonnay un poco menos "modri" y "sivi burgundec", "muškat otonel" y "zweigelt". Las variedades de vino más conocidos son "ljutomerčan" y "jeruzalemčan".

#### Distrito vinícola de Haloze
El distrito vinícola de Haloze (1.502 hectáreas) es uno de los siete distritos en la zona vinícola de Podravje. Las Haloze son montañas que se extienden desde la parte derecha del río Drava hasta la ciudad de Ptuj en el sur. La parte occidental del distrito abarca bosques, la parte oriental del distrito es famosa por sus mejores posiciones para producir vino ya desde los tiempos romanos. Los viñedos se sitúan en cuestas escarpadas. Haloze en el sur confinan a la zona Posavje y al norte a la zona Maribor.
En este distrito se producen sobre todo tipos de vino blanco. Lo más importante es laški rizling (vino seco). Conocidos son también beli pinot, šipon, renski rizling, sauvignon, dišeči traminec y rizvanec. De los tipos de vino tinto cultivan sobre todo modri burgundec. La variedad del vino es haložan que es compuesto de laški rizling, šipon y sauvignon.

#### Distrito vinícola de Srednje Slovenske gorice
El distrito vinícola de Srednje Slovenske gorice (735 hectáreas) es uno de los siete distritos en la zona vinícola de Podravje. El distrito es predominantemente montañoso y es por eso adecuado para producir vino solo en el sur. Los centros del distrito son: Lenart, Vumberk y Mestni Vrh.
En este distrito se producen vinos blancos:  beli pinot, chardonnay, rumeni muškat y sauvignon. De vino tinto solo se produce el llamado "modri pinot". La popularidad de los vinos más antiguos (žametna črnina, modra portugalka) ha disminuido en los últimos años.

#### Distrito vinícola de Prekmurje
El distrito vinícola de Prekmurje (1.410 hectáreas) es uno de los siete distritos en la zona vinícola de Podravje. Las mejores posiciones para producir vino se sitúan al norte del distrito (Goričko) y al sur (Lendavske gorice). El distrito Prekmurje se extiende al este del río Mura y confina con Croacia, Austria y Hungría.
Los tipos de vino más populares y producidos en Prekmurje son el laški rizling, chardonnay, frankinja y modri pinot.

#### Distrito vinícola de Šmarje-Virštanj
El distrito vinícola de Šmarje - Virštanj (1.508 hectáreas) es uno de los siete distritos en la zona vinícola de Podravje. Se extiende desde el área de Kozjansko hasta el área de Bizeljsko. Las mejores posiciones para producir el vino se sitúan cerca de Dramlje, Sladka Gora, Tinsko y Virštanj.
En el distrito prevalecen los tipos de vino blanco: laški rizling y sauvignon, de tipos de vino tinto podemos encontrar modra frankinja y žametovka y variedades de vinos virštanjčan (blanco y tinto).

### Zona vinícola de Posavje
La zona vinícola de Posavje es una de las tres zonas vinícolas eslovenas. Abarca 7.700 hectáreas y es la segunda zona vinícola por su extensión en Eslovenia. Abarca el área oriental del río Solta e incluye Posavje, las cercanías del río Krka y Kolpa y también Novo Mesto. Tiene tres distritos vinícolas: el distrito Bizeljsko–Sremič, el distrito de Dolenjska y el distrito de Bela Krajina.

#### Distrito vinícola de Bizeljsko-Sremič
El distrito vinícola de Bizeljsko-Sremič (1.700 hectáreas) es uno de los tres distritos en la zona vinícola Posavje. Abarca el área izquierda del río Sava entre Zidani most y las inmediaciones de Dobovo y junto al río Solta confina con Croacia. Al norte confina con la zona vinícola de Podravje. En el distrito prevalecen modra frankinja, beli y modri pinot y laški rizling.

#### Distrito vinícola de Dolenjska
El distrito vinícola de Dolenjska (4.870 hectáreas) es uno de los tres distritos en la zona vinícola de Posavje. Representa el distrito vinícola más extenso de Eslovenia. Se extiende desde la parte derecha del río Sava hasta el río Krka en la frontera con Croacia. Los lugares más importantes de producción vitivinícola son Trebnje, Mokronog, Pleterje, Šentjernej, Novo Mesto y Kostanjevica na Krki. El más famoso vino de este distrito es el cviček.

#### Distrito vinícola de Bela krajina
El distrito vinícola de Bela krajina (1.130 hectáreas) es uno de los tres distritos en la zona vinícola de Posavje. Se extiende desde Gorjanci, Kočevski goyd hasta el río Kolpa en la frontera con Croacia. Las influencias climáticas son mediterráneas y continentales.
El vino más típico es el belokranjec (vino blanco) y metliška črnina (vino tinto).